# Exhaustionsprincipen
Exhaustionsprincipen går ut på följande:
Om man tar en hexagon, fördubblar antalet sidor och sedan fördubblar det igen och fortsätter fördubbla det så kommer man förr eller senare (antog Antifonos och Bryson som kommit på principen) att få så många sidor att polygonen helt enkelt blir en cirkel.
Först skattade Antifonos vädet av cirkelns yta genom att skriva in en polygon i en cirkel och sedan räkna ut ytan på varje successiv polygon som alltmer närmade sig cirkeln. Sedan tog Bryson ytterligare ett revolutionerande steg: Han bestämde ytan på två polygoner - den ena inskriven i en cirkel och den andra omskriven. Han menade att cirkelns yta måste ligga mellan de båda polygonernas ytor - sannolikt första gången ett resultat bestämdes med övre och undre gränser.
Ingen av de båda matematikerna lyckades dock beräkna särskilt många decimaler.